# Comune distrettuale di Kupiškis
Il comune distrettuale di Kupiškis è uno dei 60 comuni della Lituania, situato nella regione dell'Aukštaitija.

## Geografia
La parte nord-occidentale si trova ai margini del bassopiano del Mūša e del Nemunėlis, la parte sud-occidentale ai margini della piana del Nevėžis e la parte orientale nella parte settentrionale della cresta di Viešintai. Il punto più alto del distretto tocca i 137 m s.l.m. e si trova a Kinderiai. La temperatura media di gennaio è pari a -5,7 °C, quella di luglio a 17,5 °C e le precipitazioni annuali toccano i 636 mm.
I fiumi Pyvesa e Lēvuo (il corso superiore) attraversano il distretto, mentre il Šetekšna lambisce il suo margine orientale. Vi sono 19 laghi, i maggiori dei quali sono il Notigalė e l'Ešerinis. Dei 32 bacini idrici artificiali, la laguna di Kupiškis è il più grande. Si possono rintracciare inoltre delle paludi a Šepeta, Notigalė, Kepurinės, Iženo e in altre località ancora. La maggior parte dell'area è dominata da suoli umidi, con a nord e a est la presenza di argilla e nelle zone paludose limo e torba. La copertura forestale è del 27,1 %, con le foreste più grandi che corrispondono a quella di Skapagiri-Notigale, a quella di Šimoniai Giria e a quella di Subačiaus. Tra le specie vegetali predominanti non si possono non menzionare le betulle (33,2%), i pecci (23,3%) e i pini (15,4%).
Oltre alle varie riserve, circa una decina, vi sono tre monumenti naturali: la quercia di Buivėnų (di interesse botanico), i calanchi di Stirniškių (geologico) e la sorgente di Visgiūnai (idrogeologico).

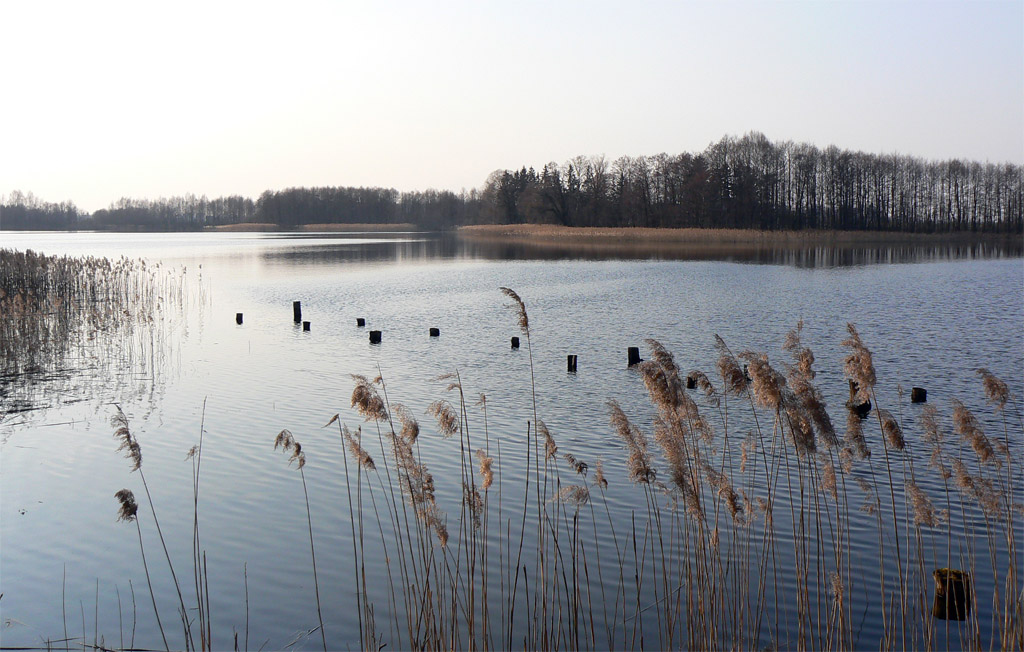
Lago Puozas
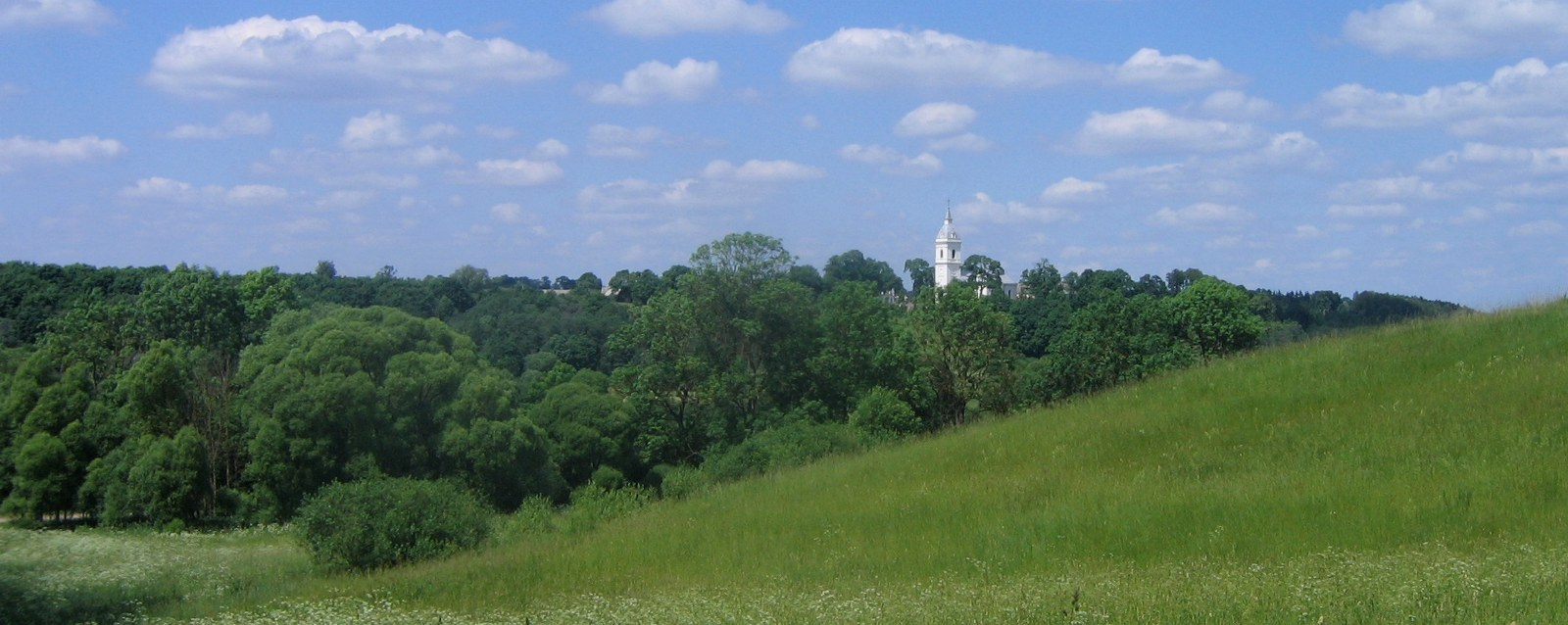
Panorama presso Palevene
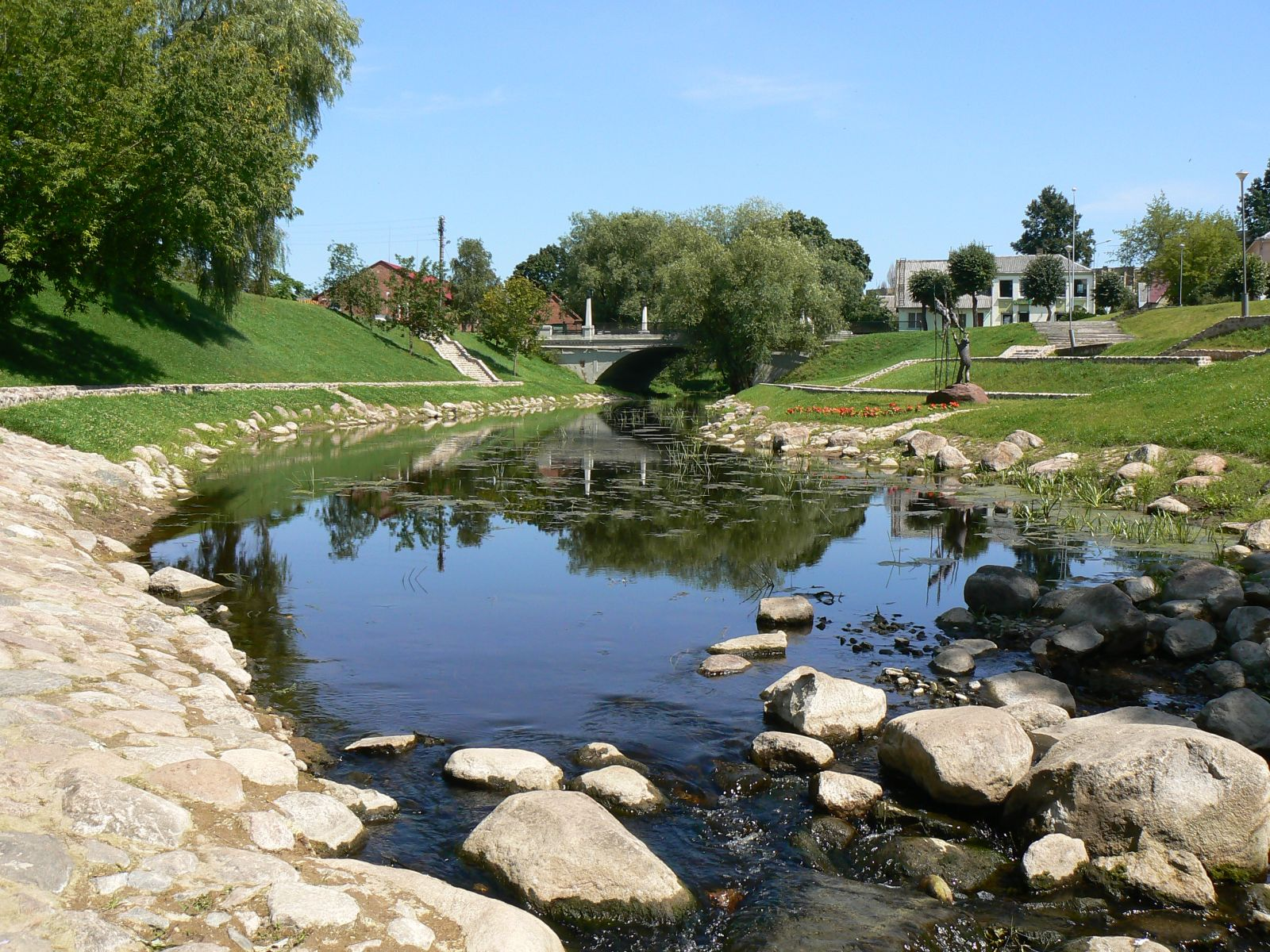
Il fiume Kupa

## Storia
Il distretto nacque il 20 giugno 1950 e si componeva di 32 distretti della vecchi contea di Kupiškis. Nel 1950-1953, il distretto apparteneva alla regione di Šiauliai. Nel 1959 furono aggiunti tre distretti del distretto di Vabalninkas, abolito, e nel 1962 un distretto prima legato a Rokiškis. Nel 1968 i confini del distretto subirono leggere modifiche.
Nel 1995 al distretto di Kupiškis si sostituì il comune di Kupiškis, subordinato alla contea di Panevėžys. Il 24 settembre 2009, con la decisione del Consiglio comunale n. TS-216, sono stati istituiti 33 sottodistretti; il 23 novembre 2015 essi sono stati ulteriormente riformati.

## Amministrazione
L'autonomia locale si basa sull'autonomia giuridica ed economica e sulla partecipazione diretta dei cittadini all'elezione del Consiglio comunale del distretto di Kupiškis, composto da 25 membri. Il potere rappresentativo è il Consiglio comunale del distretto di Kupiškis e il potere esecutivo è l'Amministrazione comunale del distretto di Kupiškis.

### Seniūnijos

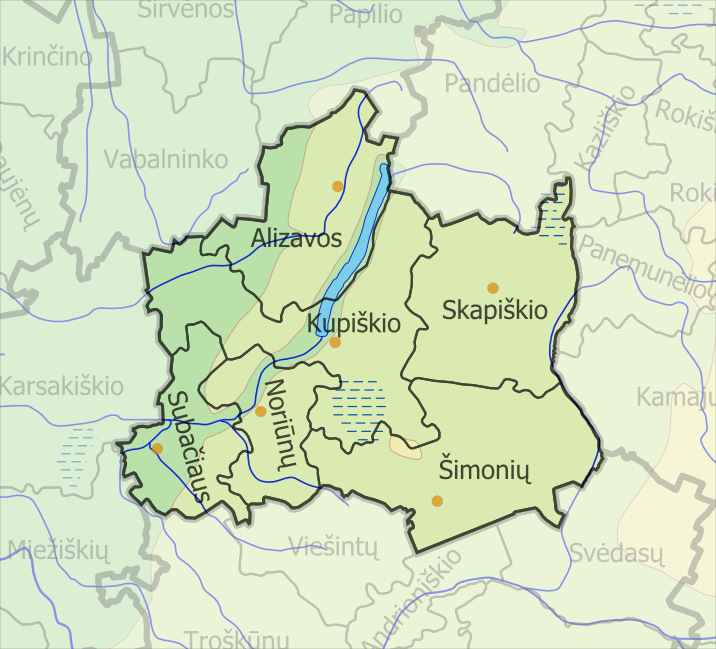
Le seniūnijos del comune distrettuale in esame

Il comune distrettuale di Kupiškis è formato da 8 seniūnijos. La principale è quella di Kupiškis:
- Alizavos seniūnija (Alizava)
- Kupiškio seniūnija (Kupiškis)
- Noriūnų seniūnija (Noriūnai)
- Skapiškio seniūnija (Skapiškis)
- Subačiaus seniūnija (Subačius)
- Šimonių seniūnija (Šimonys)